# National Invitation Tournament 1939
El National Invitation Tournament 1939 fue la segunda edición del National Invitation Tournament. La disputaron seis equipos, celebrándose la competición en el Madison Square Garden de Nueva York. El ganador fue la Universidad de Long Island, que lograba su primer título.

## Equipos
| Bradley        |
| Long Island    |
| Loyola (IL)    |
| New Mexico A&M |
| Roanoke        |
| St. John's     |

## Fase final
Cuadro final de resultados.
|  | Cuartos de final | Cuartos de final | Cuartos de final |             |    | Semifinales | Semifinales            | Semifinales            |                        |             | Final       | Final      | Final |  |
|  |                  |                  |                  |             |    |             |                        |                        |                        |             |             |            |       |  |
|  |                  |                  |                  |             |    |             |                        |                        |                        |             |             |            |       |  |
|  |                  |                  |                  |             |    |             |                        |                        |                        |             |             |            |       |  |
|  |                  |                  |                  |             |    |             |                        |                        |                        |             |             |            |       |  |
|  |                  |                  |                  |             |    |             |                        |                        |                        |             |             |            |       |  |
|  |                  | Bradley          | Bradley          | 32          |    |             |                        |                        |                        |             |             |            |       |  |
|  |                  |                  |                  | 32          |    |             |                        |                        |                        |             |             |            |       |  |
|  |                  |                  | Long Island      | Long Island | 36 |             |                        |                        |                        |             |             |            |       |  |
|  | 5                | Long Island      | Long Island      | Long Island | 36 | 52          |                        |                        |                        |             |             |            |       |  |
|  | 5                | Long Island      |                  |             |    |             |                        |                        |                        |             |             |            |       |  |
|  | 4                | New Mexico A&M   | 45               |             |    |             |                        |                        |                        |             |             |            |       |  |
|  | 4                | New Mexico A&M   | 45               |             |    |             |                        |                        |                        | Long Island | Long Island | 44         |       |  |
|  |                  |                  |                  |             |    |             |                        |                        |                        | Long Island | Long Island | 44         |       |  |
|  |                  |                  | Loyola           | Loyola      | 32 |             |                        |                        |                        |             |             |            |       |  |
|  |                  |                  | Loyola           | Loyola      | 32 |             |                        |                        |                        |             |             |            |       |  |
|  |                  |                  |                  |             |    |             |                        |                        |                        |             |             |            |       |  |
|  |                  |                  |                  |             |    |             |                        |                        |                        |             |             |            |       |  |
|  |                  | Loyola           | Loyola           | 51          |    |             | Tercer y cuarto puesto | Tercer y cuarto puesto | Tercer y cuarto puesto |             |             |            |       |  |
|  |                  |                  |                  | 51          |    |             | Tercer y cuarto puesto | Tercer y cuarto puesto | Tercer y cuarto puesto |             |             |            |       |  |
|  |                  |                  | St. John's       | St. John's  | 46 |             |                        |                        |                        |             |             |            |       |  |
|  | 7                | St. John's       | St. John's       | St. John's  | 46 | 71          |                        |                        | Bradley                | Bradley     | 40          |            |       |  |
|  | 7                | St. John's       |                  |             |    |             |                        |                        | Bradley                | Bradley     | 40          |            |       |  |
|  | 2                | Roanoke          | 47               |             |    |             |                        |                        |                        |             | St. John's  | St. John's | 35    |  |
|  | 2                | Roanoke          | 47               |             |    |             |                        |                        |                        |             | St. John's  | St. John's | 35    |  |
|  |                  |                  |                  |             |    |             |                        |                        |                        |             |             |            |       |  |

| Campeón del NIT 1939               |
| ---------------------------------- |
| Long Island Blackbirds 1.er título |